# Никольский, Георгий Евлампиевич
Георгий Евлампиевич Никольский (1906—1973) — советский художник-анималист, ученик Василия Ватагина. Заслуженный художник РСФСР (1966).

## Биография
Родился 6 июля 1906 года в Пскове, в семье ректора реального училища.
С 1924 года живёт в Москве, где много времени проводит в зоопарке, рисуя зверей с натуры, и где в 1925 году вступает в КЮБЗ — кружок юных биологов. В зоопарке Никольский знакомится с художником-анималистом Василием Ватагиным и его учеником Дмитрием Горловым, вскоре поступает во Вхутемас, но затем переходит в университет, где учится на биолого-почвенном факультете.
После окончания университета Никольский, по настоятельной рекомендации Ватагина начинает работать художником-иллюстратором. Его первая самостоятельная книга, «Страна зверей» Виталия Бианки, выходит в 1935 году, тогда же появляются и его рисунки в журнале «Мурзилка».
В 1937 году Георгий Никольский вместе с Дмитрием Горловым иллюстрирует повесть «Кинули» и другие рассказы для книги «Мои воспитанники» своей давней знакомой по КЮБЗу Веры Чаплиной.
Во время Великой Отечественной войны Никольский, несмотря на болезнь сердца, добивается перевода из резерва в действующую армию, а с середины войны служит в военной студии имени М. Б. Грекова.
С середины 1940-х Георгий Никольский вновь в книжной графике, где к нему стремительно приходит успех. Он становится одним из самых востребованных художников-анималистов: 1944 по 1949 год выходит 35 книг, иллюстрированных Никольским. Среди авторов: В. Бианки, Д. Мамин-Сибиряк, П. Мантейфель, М. Пришвин, Э. Сетон-Томпсон, Г. Скребицкий, Л. Толстой, В. Чаплина и другие.
Среди лучших работ Георгия Никольского 1950-х — 1960-х годов иллюстрации к книгам: Ивана Соколова-Микитова «Год в лесу» (1953—1955, в четырёх книгах), Феликса Зальтена «Бемби» (1957), Веры Чаплиной «Кинули» (1959), Бернара Эйвельманса «По следам неизвестных животных» (1961).
Также Никольский сотрудничал со студией «Диафильм», для которой выполнил серию рисунков к диафильму по книге Редьярда Киплинга «Маугли».
Георгий Никольский умер от болезни сердца 28 ноября 1973 года в Москве. Через десять лет после его смерти характеристику его творчества дал в памятной статье художник детской книги Виктор Дувидов: «Никольский был несомненно счастливым человеком. Целью жизни его и до войны (которую он прошел как художник-солдат) и после было страстное, пристальное наблюдение и изучение природы, её состояния, её изменчивости. Животные как неотделимая часть природы были центром его внимания. В его тетрадях и альбомах рядом с рисунками с натуры присутствуют словесные описания позы животного, поворота листа или ветки дерева, состояния вечера или раннего утра… Это был ищущий художник, доводящий своё мастерство до изумительной виртуозности… Работа в детской книге требует не только научных и художественных знаний, но и душевной щедрости, любви к природе. И этим талантом со всей полнотой был наделен Георгий Евлампиевич Никольский».

## Семья
- Жена — Ольга Сергеевна Кузина (1908—1981), биолог[6], сотрудница реферативного журнала, в 1955 году подписала «Письмо трёхсот»[7], сестра энтомолога Б. С. Кузина, друга поэта Осипа Мандельштама[8].